# Arcadius
Kejser Arcadius (ca. 377-408) var østromersk kejser i perioden 395-408. Han var søn og efterfølger af Theodosius I den Store og var officielt udnævnt som medkejser fra 383, selv om han på det tidspunkt kun var barn. Han bliver ofte omtalt som en svag kejser, der i sin regeringsperiode lod sig dominere af forskellige ministre og af sin hustru. Han ses imidlertid også som en meget kristen og from person, der dedikerede meget af sin tid til at opretholde dette billede.

## Opvækst
Arcadius blev født i 377 i byen Cauca, det nuværende Coca i det, der i dag er provinsen Segovia i Spanien, som søn af Aelia Flaccilla og den romerske officer Flavius Theodosius. Thedosius var i 374 blevet frataget sin titel som dux Moesiae Primae, (hærfører for provinsen Moesia), efter et nederlag til sarmaterne, og han trak sig tilbage til familiens besiddelser i området. Familien kom ind i varmen igen i 378, da kejseren over den østlige del af riget, Valens, faldt i kamp. Der manglede en ny hærfører, og i januar 379 blev Theodosius udpeget som medkejser for det østlige område. I årene 383-395 var Arcadius juniorkejser i denne østlige del af Romerriget under sin far Theodosius I, mens kejser Valentinian II officielt var den ledende kejser, som søn af kejser Valentinian I. I 392 døde Valentinian II imidlertid, og Theodosius var nu den øverste kejser, mens Arcadius' kejsertitel fik mere substans i kraft af, at han reelt var blevet tronfølger.

## Regeringstid
Theodosius havde planlagt en egentlig deling af Romerriget, uden en førstekejser, og da han blev syg og døde, 17. januar 395, blev denne plan realiseret. Vestriget tilfaldt Arcadius' yngre bror Honorius, og Arcadius blev selv den første østromerske kejser. Fra dette tidspunkt var Romerriget permanent delt i et Øst- og Vestrige. Arcadius var endnu ikke fyldt 18 år, og blandt hans rådgivere var der intens konkurrence om at blive den egentlige magthaver. Favoritten var præfekten over det østlige præfektur, Rufinus, men han fik kamp til stregen af eunukken Eutropius, der havde den betydningsfulde post som "chef for det hellige soveværelse" (Praepositus Sacri Cuhiculi), med ansvar for kejserens private gemakker. Rufinus forsøgte at få kejseren gift med sin datter, men Eutropius sørgede for at få sin protege Eudoxia introduceret ved hoffet. Hun var egentlig af frankisk afstamning, men hendes far var blevet romersk hærfører, og hun havde opholdt sig nogle år i Konstantinopel og havde taget navnet Eudoxia. Den smukke unge kvinde gjorde et stort indtryk på Arcadius, og de blev gift 27. april 395. Rufinus havde stadig store ambitioner, men østrigets hær, under ledelse af goteren Gainas, blev kaldt hjem til Konstantinopel, og ved dens indmarch i byen, 27. november 395, blev Rufinus dræbt. Herefter var Eutropius den reelle magthaver, men det ændrede ikke meget på den førte politik - rigets embeder var stadig til salg til den højstbydende.
Eudoxia levede i disse år et udsvævende liv, og der gik vedholdende rygter om, at Arcadius slet ikke var far til tronfølgeren Theodosius. Der var kold luft mellem ægtefællerne, og Eudoxia fik efterhånden også et anstrengt forhold til Eutropius. I 399 lykkedes det for Eutropius at blive nomineret til konsul, men Eudoxia fik overbevist kejseren om, at dette var en fornærmelse, og hærføreren Gainas sørgede igen for at skaffe riget af med en uønsket person. I det magttomrum, der opstod efter Eutropius' død, forsøgte Gainas at manøvrere sig ind som den nye grå eminence, men det faktum, at han var goter og dyrkede den arianske udgave af kristendommen, gjorde det let for hans fjender at oppiske befolkningen mod ham. I juli 400 var stemningen i Konstantinopel blevet så anti-gotisk, at Gainas samlede sine tropper og drog ud af byen. Hele hæren nåede dog ikke ud, for de rasende indbyggere smækkede byens porte i, og de sidste 7.000 goter blev nådesløst massakreret. Gainas' hær forsøgte at komme til Lilleasien, men blev blokeret, og i stedet drog hæren nordpå mod Donau. Her stødte de i december 400 sammen med hunnerne og var chanceløse i kampen. Den hunniske høvding (konge) Uldin sendte Gainas' hoved tilbage til kejser Arcadius som trofæ. Arcadius red med på den anti-gotiske bølge ved at opføre en kunstfærdig søjle i Konstantinopel, med en frise, der viser sejren over goterne. Søjlen indgik i et nyt forum, der blev bygget i hans navn på Konstantinopels syvende bakke, Xērolophos. Arcadius’ søn Theodosius II afsluttede arbejdet.
Eudoxia blev officielt udnævnt til kejserinde (augusta) 9. januar 400, og der blev præget mønter med hendes billede. Der hersker en del tvivl om hendes indflydelse i de følgende år, men hun var på kollisionskurs med Konstantinopels patriark Johannes Chrysostomos, der ikke lagde fingrene imellem, når han fra prædikestolen tordnede mod kejserindens udsvævende liv. Eudoxia fik patriarken forvist fra byen i 403. Efter en uheldsvarslende naturkatastrofe vendte stemningen, og han blev kaldt tilbage senere på året, men blev igen forvist i 404. Eudoxia nåede ikke at nyde denne triumf længe, for 6. oktober døde hun i barselsseng. Arcadius blev også blandet ind i sagen, for pave Innocens 1. gik i forbøn for Johannes og sendte i år 406 fire biskopper til Konstantinopel for at aflevere breve og tale patriarkens sag. De fire nåede aldrig frem, for kejseren spærrede dem inde i en borg i Thrakien og sendte dem derpå hjem med uforrettet sag. Johannes døde i fangenskab i 407, men allerede året efter døde Arcadius selv, 1. maj 408.
Arcadius viste ingen synderlig interesse for politik, og i hele hans regeringstid måtte hans skiftende rådgivere klare ærterne, specielt i forhold til de gotere, der havde sluttet sig sammen under ledelse af Alarik. Mange af dem havde været med i kampene i Italien som en del af Thedosius I's hær, og da krigen sluttede i 394, vendte de tilbage til Balkan, hvor de plyndrede i nogle år, til Alarik i 397 blev bestukket til at holde fred med massive betalinger og en titel som hærfører (magister militium) for præfekturet Illyricum. Alarik fortsatte med at være en konstant kilde til uro, indtil han efter Arcadius' død invaderede Italien og døde der, efter at have plyndret sig vej helt til den sydligste del af landet. Langs østgrænsen var der relativt roligt i Arcadius' regeringstid, idet Sassanidernes kongerække i disse år bestod af ret ubetydelige regenter, der ikke satte freden på spil. Desuden var perserne i denne periode travlt optaget af at beskytte deres grænser mod hunnernes plyndringstogter.

## Arcadius' eftermæle
Eftertiden har været hård ved Arcadius. Romerske kejsere skulle helst være høje, lyse i huden og udstråle magt og intelligens. Arcadius var det stik modsatte: Han var lille, spinkel og mørklødet, og hans tunge øjenlåg fik ham til at se ud, som om han konstant var ved at falde i søvn. Norwich drejer kniven i såret ved at tilføje, at kejseren i tilgift faktisk var dummere, end han så ud til. Der er ingen tvivl om hans religiøse engagement, men han var også et villigt redskab for folkestemninger, især den udbredte modvilje mod "de fremmede", hvilket på den tid især var goterne.